# Scaphander
Genre
Synonymes
- Assula Schumacher, 1817
- Brocktonia Iredale, 1915
- Bucconia Dall, 1890
- Bullocardia F. Nordsieck, 1972
- Gioenia Bruguière, 1789
- Nipponoscaphander Kuroda & Habe in Kuroda, Habe & Oyama, 1971
- Sabatina Dall, 1908
- Tricla Philippson, 1788

Scaphander est un genre de mollusques gastéropodes de la famille Scaphandridae. L'espèce type du taxon est Scaphander lignarius. Les espèces présentes dans le genre sont marines.

## Liste d'espèces
Selon World Register of Marine Species (17 mars 2017) :
- Scaphander bathymophilus (Dall, 1881)
- Scaphander clavus Dall, 1889
- Scaphander darius Ev. Marcus & Er. Marcus, 1967
- Scaphander dilatatus A. Adams, 1862
- Scaphander elongatus A. Adams, 1862
- Scaphander enysi (Hutton, 1873) †
- Scaphander flemingi Marwick, 1965 †
- Scaphander gracilis Watson, 1883
- Scaphander hiulcus Laws, 1936 †
- Scaphander illecebrosus Iredale, 1925
- Scaphander interruptus Dall, 1889
- Scaphander japonicus A. Adams, 1862
- Scaphander komiticus Laws, 1939 †
- Scaphander lignarius (Linnaeus, 1758)
- Scaphander malleatus Marwick, 1931 †
- Scaphander miriamae Dell, 1952 †
- Scaphander mundus Watson, 1883
- Scaphander nobilis Verrill, 1884
- Scaphander otagoensis Dell, 1956
- Scaphander pilsbryi McGinty, 1955
- Scaphander planeticus Dall, 1908
- Scaphander punctostriatus (Mighels & Adams, 1842)
- Scaphander robustus Okutani, 1966
- Scaphander scapha Laws, 1933 †
- Scaphander sieboldii A. Adams, 1862
- Scaphander subglobosus Schepman, 1913
- Scaphander sulcatinus A. Adams, 1862
- Scaphander takedai (Habe, 1981)
- Scaphander teramachii (Habe, 1954)
- Scaphander toringa Dell, 1952 †
- Scaphander watsoni Dall, 1881
- Scaphander willetti Dall, 1919